# Alien Lanes
Albums de Guided by Voices
Bee Thousand
(1994) Under the Bushes, Under the Stars
(1996)
Alien Lanes est un album de Guided by Voices, sorti le 4 avril 1995.

## L'album
Bien que relatif échec commercial, l'album est reconnu par les Strokes comme une grande influence sur leur travail. Pitchfork le considère parmi les meilleurs albums des années 1990 en le plaçant à la 27e place de son classement. Le magazine Magnet le nomme album de l'année 1995.

### Titres
Toutes les chansons sont écrites et composées par Robert Pollard, sauf indication contraire.
| No  | Titre                      | Auteur                                                | Durée |
| --- | -------------------------- | ----------------------------------------------------- | ----- |
| 1.  | A Salty Salute             | Robert Pollard, Tobin Sprout                          | 1:29  |
| 2.  | Evil Speakers              |                                                       | 0:58  |
| 3.  | Watch Me Jumpstart         |                                                       | 2:24  |
| 4.  | They're Not Witches        | Greg Demos, Jim Pollard, Robert Pollard               | 0:51  |
| 5.  | As We Go Up, We Go Down    |                                                       | 1:37  |
| 6.  | (I Wanna Be a) Dumbcharger |                                                       | 1:13  |
| 7.  | Game of Pricks             |                                                       | 1:33  |
| 8.  | The Ugly Vision            |                                                       | 1:34  |
| 9.  | A Good Flying Bird         | Tobin Sprout                                          | 1:07  |
| 10. | Cigarette Tricks           | Greg Demos, Jim Pollard, Robert Pollard, Tobin Sprout | 0:18  |
| 11. | Pimple Zoo                 |                                                       | 0:42  |
| 12. | Sans titre                 | Jim Pollard, Robert Pollard                           | 0:56  |
| 13. | Closer You Are             |                                                       | 1:56  |
| 14. | Auditorium                 | Robert Pollard, Tobin Sprout                          | 1:02  |
| 15. | Motor Away                 | Robert Pollard, Tobin Sprout                          | 2:06  |
| 16. | Hit                        |                                                       | 0:23  |
| 17. | My Valuable Hunting Knife  |                                                       | 2:00  |
| 18. | Gold Hick                  |                                                       | 0:30  |
| 19. | King and Caroline          | Robert Pollard, Tobin Sprout                          | 1:36  |
| 20. | Striped White Jets         |                                                       | 2:15  |
| 21. | Ex-Supermodel              | Robert Pollard, Tobin Sprout                          | 1:06  |
| 22. | Blimps Go 90               |                                                       | 1:40  |
| 23. | Strawdogs                  | Tobin Sprout                                          | 1:17  |
| 24. | Chicken Blows              |                                                       | 2:21  |
| 25. | Little Whirl               | Tobin Sprout                                          | 1:46  |
| 26. | My Son Cool                |                                                       | 1:41  |
| 27. | Always Crush Me            |                                                       | 1:44  |
| 28. | Alright                    |                                                       | 2:56  |

### Musiciens
- Mitch Mitchell : guitare
- Robert Pollard : voix
- Tobin Sprout : guitare